# Дом купца Базегского
Дом купца Базегского — кирпичное здание в городе Пудоже (Республика Карелия), построенное в 1870-х годах в стиле позднего классицизма для купца и благотворителя Александра Базегского и его семьи. Памятник архитектуры, объект культурного наследия регионального значения. В 1917 году здание было национализировано, в 1924 году в него въехал детский дом, находившийся там до 2009 года. Некоторые время здание было заброшено; с 2020 года в нём располагается отдел МВД по Пудожскому району. Адрес здания — улица Ленина, дом 33.

## История
Строительство первого в Пудоже каменного здания было начато в конце 1870-х годов по заказу местного купца первой гильдии Александра Базегского (1838—1897). В начале 1880-х годов строительство было закончено — и до начала XX века здание оставалось единственным каменным во всём исключительно деревянном Пудоже. Примерно в это же время к западу от особняка был заложен парк с регулярными насаждениями, состоявшими из липы, лиственницы, клёна, дуба и черёмухи. В июле 1885 года во время посещения Пудожа в рамках путешествия по Северу России в гостях у Базегских останавливался великий князь Владимир Александрович.
В 1897 году Александр Базегский скончался, и дом был унаследован его сыном Николаем. После Октябрьской революции, в 1917 году, дом был конфискован у владельцев. В феврале 1918 года по предложению Владимира Ленина, последовавшему за просьбой Пудожского уездного совета, были выделены деньги на содержание в городе детского дома, позже это событие было отображено на мемориальной доске возле парадного входа. В 1924 году детский дом переехал в здание бывшего дома Базегских. В результате многочисленных переделок, произведённых в советские годы, была утрачена оригинальная планировка внутренних помещений с анфиладным расположением комнат, разобраны кафельные печи, а также демонтирована значительная часть интерьерной лепнины.
8 августа 2000 года постановлением Правительства Республики Карелия дом Базегского был признан памятником архитектуры и поставлен под государственную охрану в статусе объекта культурного наследия России местного значения как «Дом жилой купца Базегского». 25 июня 2002 года с выходом Федерального закона «Об объектах культурного наследия» статус объекта был изменён на региональный.
С 2009 года здание не использовалось, при этом финансирование на содержание здания постепенно снижалось: сначала была снята охрана, затем — отключено отопление. Последнее привело к промерзанию и повреждению труб, и в дальнейшем из-за протечек пострадали перекрытия — к 2019 году они сильно прогнили и нуждались в ремонте, несмотря на удовлетворительное внешнее состояние здания. На капитальный ремонт здания у республиканской администрации, державшей его на балансе, средств не было. В марте 2019 года здание было выставлено Фондом государственного имущества Карелии на торги с начальной ценой 7,1 млн рублей. Это вызвало возмущение жителей Пудожа — активисты высказывали опасения по поводу дальнейшей судьбы памятника и предлагали проводить пикеты в его защиту. Торги были назначены на 18 апреля. Заявок на торги подано не было и протоколом от 18 апреля Фонд государственного имущества Карелии признал их несостоявшимися.
В октябре 2020 года на торговых площадках был размещён тендер на проведение капитального ремонта здания для размещения в нём отдела МВД России по Пудожскому району. Отдел размещён в здании и на 2024 год.

## Описание
Дом Базегского находится в городе Пудож Республики Карелия по адресу улица Ленина, дом 33. Здание стоит на ленточном бутобетонном фундаменте и главным фасадом расположено вдоль красной линии, с запада к нему примыкает исторический парк регулярной планировки с посадками липы, лиственницы, клёна, дуба и черёмухи, занимающий участок до улицы Горького. Композиция исторической части здания состоит из симметричного, практически квадратного в плане основного объёма, к которому с восточной стороны по линии главного фасада пристроена лестничная клетка с парадным входом, а со стороны двора — два крыла в продолжение линий боковых фасадов. Габариты здания в плане — 23,8 × 28,2 м.
Кирпичное здание имеет два этажа и покрыто вальмовой шиферной (изначально — металлической) кровлей на стропилах: крыша основного объёма четырёхскатная, дворовых пристроек — трёхскатная. Основной объём здания симметричен относительно центра главного фасада, выделенного на каждом этаже группой из трёх сближенных окон, по сторонам от которой располагаются сближенные пары окон. Окна первого и второго этажей расположены попарно, одно над другим, при этом окна первого этажа меньше по высоте и имеют более скромное украшение в виде рамочных наличников, в то время как более крупные окна второго этажа декорированы наличниками более сложного рельефа, дополненными треугольными сандриками. Симметрия главного фасада также подчёркнута двумя каменными дымовыми трубами, между которыми размещена металлическая решётка.
Наружные стены дома оштукатурены, в нижней части имеется слегка выступающий каменный цоколь; между окнами первого и второго этажей здание опоясывает сложный многоступенчатый карниз, увенчанный декоративным поясом. Декоративный пояс связан с декорировкой окон второго этажа каннелированными пилястрочками, продолжающими вертикальные детали наличников; между ними, под окнами, расположены вытянутые ширинки, аналогичные прямоугольники с рельефным контуром выполнены в простенках. На уровне подоконников первого этажа проходит простая тяга.
Вход в здание выделен каменным крыльцом с одномаршевой каменной лестницей и площадкой, а также бортиками, сложенными из тёсанного камня. Крыльцо накрыто двускатной металлической кровлей, которую держат два изящных металлических столба; свесы кровли украшены ажурной решёткой, также выполненной из металла. На одной оси с входной дверью расположено окно второго этажа. Возле парадного входа на стене закреплена мемориальная доска с текстом о выделении в феврале 1918 года по предложению Ленина средств на содержание Пудожского детского дома. Архитектурное оформление восточного и западного фасадов полностью соответствует главному южному. При этом западный почти симметричен и имеет по девять увязанных по вертикали окон на каждом этаже, расположенных на равном интервале друг от друга, на восточном же таких окон пять, остальную часть фасада занимает лестничная клетка с тремя таким же образом оформленными и размещёнными окнами. На северном краю восточного фасада находится неиспользуемая входная дверь, над которой имеется след от треугольного козырька, а на втором этаже расположено уменьшенное относительно соседних окно. Северный фасад и обращённые к нему плоскости стен дворовых крыльев имеют менее яркое убранство.
Внутренние перекрытия в доме дощатые, выполненные по балкам, внутренние стены оштукатурены. В некоторых помещениях сохранились паркетные полы и филёнчатые двери. Дверные проёмы обрамлены профилированными наличниками, выполненными штукатуркой. Потолки в бывших парадных залах, жилых комнатах и на лестничной клетке богато декорированы плафонами, профилированными тягами и галтелями. Лестничные перила имеют кованные металлические ограждения, выполненные в виде балясин традиционных крестьянских домов Пудожского района: две встречные змейки и круг, разделённый крестом на четыре части. Для отопления в помещениях имелись изразцовые печи. Помещения первоначально были расположены анфиладно, но в ходе переделок советского времени эта особенность была утрачена, как и значительная часть интерьеров, включающая в себя печи.